# Qin (stato)
Qin (in cinese: 秦, pinyin: Qín, Wade-Giles: Ch'in; 778 a.C.-207 a.C.) fu uno Stato cinese del Periodo delle primavere e degli autunni e del Periodo dei regni combattenti. Il nome cinese per i suoi regnanti era Ying (嬴).

## Storia

### Inizio leggendario e fondazione dello stato di Qin
Secondo Sima Qian, lo Stato di Qin ebbe origine dall'imperatore Zhuanxu, uno dei cinque imperatori dei tempi leggendari. Uno dei loro antenati, Dafei aiutò Yǔ a placare il diluvio, e fu ricompensato dall'imperatore Shun con il soprannome di Ying.
Si racconta che durante l'era Xia e l'era Shang, il clan Ying si divise in due famiglie, una occidentale - che colonizzò lo Quanqiu (Collina dei Cani 犬丘), vicino all'attuale Tianshui nella valle superiore del fiume Wei - una orientale, che colonizzò una zona ad est del Fiume Giallo, luogo di origine degli antenati del re Zhao.
Gli Ying occidentali furono i primi ad ottenere un titolo nobiliare. Feizi di Qin, all'inizio del IX secolo a.C., fu ricompensato con un feudo nella zona Quanqiu (l'attuale Tianshui, provincia di Gansu), per i buoni servizi resi al Re Xiao di Zhou come allevatore e addestratore di cavalli reale, e sposò una principessa di sangue reale. Il territorio degli Ying era circondato da popolazioni "barbare", i Rong. Per tutto il IX secolo a.C., a causa del deterioramento delle relazioni tra gli Zhou Occidentali e i Rong, lo Stato di Qin fu spesso attaccato.
Nel 771 a.C. una vasta operazione militare dei Rong, causò la caduta della capitale degli Zhou Occidentali, Hào (nei pressi dell'odierna Xi'an, nella provincia Shaanxi). Il principe Qin inviò delle truppe per proteggere la ritirata verso est di Re Ping di Zhou, mentre la capitale del regno veniva spostata a Luoyang (attualmente con lo stesso nome, nella provincia dello Henan). Xiang di Qin fu ricompensato con il grado di bó (伯), più o meno corrispondente al titolo di conte, il terzo grado della nobiltà dopo quello di gōng (公) - duca - e hóu (侯) - marchese -. Il re Zhou concesse ai Qin tutti i territori degli Zhou riconquistati ai Rong, concessione che fu di grande stimolo per le successive generazioni di sovrani Qin, i quali procedettero ad una sistematica campagna contro i Rong, espandendo i loro territori al di là del confine dello Stato Zhou occidentale.

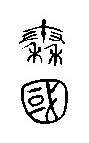
Stato di Qin
(iscrizione su bronzo, ca. 800 a.C.)

### Periodo delle Primavere e degli Autunni
Durante il Periodo delle primavere e degli autunni i contatti dello Stato di Qin con gli altri stati della Cina centrale ed orientale furono minimi, con l'unica eccezione dello Stato di Jin retto da un marchese (hou, 晋). Le relazioni tra Qin e Jin fu un mix di diplomazia, nobili amicizie e desiderio di vendetta.
Durante i primi anni del regno del duca Mu di Qin (秦穆公) lo Stato di Jin si trovava in una posizione di forza sotto la dominazione di Xian di Jin (晋獻公). Alla morte del duca Xian, però, lo Stato di Jin si indebolì a causa delle lotte interne tra i nobili e i figli del sovrano. Dopo l'incoronazione del duca Wei (晋惠公), lo Stato di Jin fu colpito da una grave carestia, che costrinse il duca Wei a chiedere l'aiuto dei Qin. Ottenuto il sostegno del duca Mu di Qin, lo Stato di Jin poco dopo iniziò una serie di attacchi contro i Qin, che si vendicarono attaccando a loro volta i Jin. Le relazioni fra i due stati si stabilizzarono quando il duca Mu decise di appoggiare uno dei figli del duca Xian di Jin, Chong'er (重耳), in esilio nello Stato di Chu, permettendogli di estromettere il duca Wei e di ottenere il trono di Jin col titolo di duca Wen (晋文公).
Il Duca Wen di Jin non regnò a lungo e morì nel 628 a.C. Un anno dopo la sua morte il duca Mu di Qin ordinò un attacco segreto contro lo Stato di Zheng, ma il piano fu sventato grazie ad una fuga di notizie. Il nuovo duca Xian di Jin (晋襄公) pianificò un'imboscata contro le armate di Qin, dando luogo alla battaglia di Yao (殽）(oggi Luoning nella provincia dello Henan) che si risolse in una devastante sconfitta per le armate di Qin. Tre anni dopo, furono i Qin ad attaccare i Jin. Il duca Mu, tuttavia, dopo aver dato sepoltura ai corpi dei soldati uccisi tre anni prima, ancora sparsi sul campo di battaglia, cessò gli attacchi sul fronte orientale e si focalizzò sull'espansione verso est.
Il duca Mu di Qin fu uno dei sovrani egemoni durante il Periodo delle primavere e degli autunni, insieme con il marchese Huan di Qi, il duca Xiang di Song, il marchese Wen di Jin e il re Chuang di Chu (autoproclamatosi re).

### Periodo dei regni combattenti

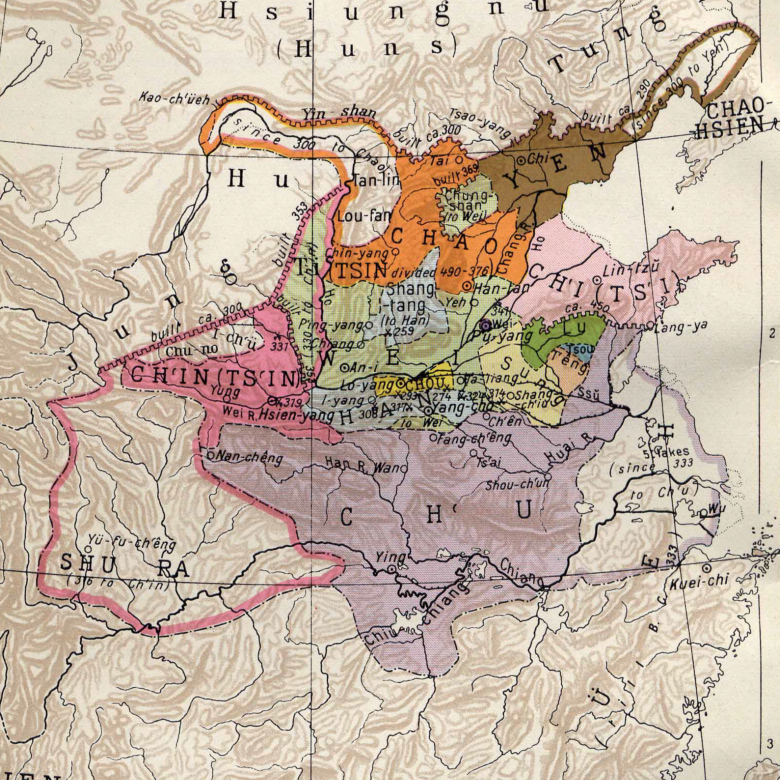
Qin e gli altri regni combattenti

#### Il periodo di transizione
Durante il passaggio dal Periodo delle primavere e degli autunni al Periodo dei regni combattenti, Qin soffrì di un ritardo nello sviluppo sociale e culturale, rispetto alle rapide trasformazioni che avvenivano negli stati vicini, soprattutto in quelli orientali. La popolazione dello Stato comprendeva una larga porzione di popolazioni semibarbare "sinizzate", probabilmente discendenti della tribù delle steppe Jong, e questo costituiva un motivo d'inquietudine e di discriminazione nei confronti dei Qin da parte degli altri stati del tempo. Il nuovo Stato di Wei, nato dalla scissione dello Stato di Jin, sotto il comando del marchese Wen di Wei divenne il più potente stato confinante dei Qin.
I Qin comunque videro solo una volta forzata la loro linea difensiva, segnata ad est dal passo di Hanguguan (函谷关) - oggi, Ponte Hangu, a nord-est dell'attuale Lingbao, nella provincia dello Henan) - e ad ovest di Tongguan (潼关) - oggi Ponte Tong nei pressi di Tonggun, nella provincia dello Shaanxi. Dal 412 al 409 a.C., durante il regno del marchese Wen di Wei e del duca Jian di Qin (秦簡公), le forze congiunte dello Stato di Wei e dei suoi alleati Zhao e Han, conquistarono le terre di Qin ad occidente del Fiume Giallo.

#### Le riforme di Shang Yang
Dopo aver subito pesanti perdite nella guerra contro Wei, i sovrani di Qin diedero inizio a delle grandi riforme, invitando studiosi stranieri, amministratori, teorici e generali sotto i regni dei duchi Xian (秦獻公) e Xiao di Qin (秦孝公).
Il personaggio più importante della storia di Qin prima del III secolo a.C. (all'inizio del Periodo dei regni combattenti) fu Shang Yang (商鞅). Shang Yang gettò le fondamenta del nuovo sistema giuridico, che venne poi elaborato da Han Fei (韓非) durante gli ultimi anni del Periodo dei regni combattenti. Combinando le riforme di Shang Yang con gli studi di diritto di Shen Buhai (申不害) e le teorie politiche di Shen Dao (慎到), Han Fei creò una vera e propria filosofia del diritto, il legismo (法家).

Il legismo di Shang Yang si fondava sulla convinzione che tutti gli uomini fossero uguali e sulla necessità di mantenere l'ordine attraverso un sistema di leggi e di punizioni severe. Shang Yang divenne il primo ministro di Qin sotto il duca Xiao e gradualmente iniziò una profonda trasformazione dello Stato in una "macchina" efficiente, capace di eliminare tutti i nemici del potere. Shang Yang limitò il potere dell'aristocrazia ed impose la meritocrazia, riservando i privilegi di nascita esclusivamente al sovrano. A causa di tali riforme, Shang Yang si fece molti nemici, tra cui l'erede al trono, il futuro re Huiwen (秦惠文王), che fu da lui spesso punito come un cittadino ordinario.

Alla morte del duca Xiao, Shang Yang fu perseguitato e ucciso, ma ciò nonostante, il nuovo re si guardò bene dal disfare il sistema di riforme che aveva rafforzato lo Stato di Qin al punto da indurre Huiwen ad autoproclamarsi primo re di Qin.

#### Effetti della riforma
Uno degli effetti più evidenti delle riforme di Shang Yang fu il rafforzamento militare. In precedenza, l'esercito - composto di uomini reclutati col sistema delle leve feudali - era controllato dall'aristocrazia; con la riforma, i generali provenivano invece da ogni ceto sociale ed erano scelti solo per le loro capacità, e l'esercito era ben addestrato e disciplinato. Inoltre, l'esercito crebbe numericamente a dismisura, ed aveva il pieno supporto dello Stato.

Nel 318 a.C. le forze congiunte dei cinque stati orientali (Wei, Zhao, Chu, Han e Yan) avanzarono fino a Hanguguan ma l'esercito Qin, rafforzato dalle riforme, riuscì facilmente a respingere le forze mal coordinate degli avversari.

La conquista degli Stati di Ba e Shu ebbe poi per i Qin una notevole importanza, sia perché assicurò forza lavoro e rifornimenti, sia perché la posizione strategica dei due stati, situati a monte del corso del fiume Yangzi, facilitò gli attacchi verso lo Stato di Chu (stato), più a valle, permettendo il trasporto delle truppe lungo il corso del fiume.

#### Ascesa dello stato di Qin
Durante il regno de re Huiwen di Qin, lo Stato di Chu fu oggetto degli attacchi Qin. Chu, situato a sud-est dello Stato di Qin, era rimasto uno Stato feudale e nonostante vantasse il più grande esercito di tutti gli stati, sotto il regno di Huai di Chu la forza militare ed amministrativa dello Stato era minata dalla corruzione e dagli interessi particolari dei feudatari che si spartivano il regno. Il primo ministro Qin, Zhang Yi (張儀), spinse il re Huiwen a numerose azioni di disturbo contro il nord-ovest dello Stato di Chu. La reazione del re Huai scatenò un attacco che si risolse in una drammatica sconfitta: il re Huai fu fatto prigioniero nel 299 a.C. e morì più tardi in prigionia. Il principe ereditario fu costretto a ritirarsi ad est, prima di essere incoronato re col nome di Qinxiang di Chu (楚倾襄王).
Dopo la morte del re Huiwen di Qin, il nuovo re Zhaoxiang (秦昭襄王), le aggressioni Qin agli altri stati si fecero più brutali. Nei primi anni, il primo ministro, il marchese di Ráng (穰侯) fu un fautore delle campagne contro lo Stato di Qi, soprattutto per interesse personale, poiché le terre conquistate ai Qi furono annesse al suo feudo. Successivamente, il consigliere Fan Ju (范雎), che più tardi divenne marchese di Ying (应侯), indusse il re ad abbandonare queste campagne poco fruttuose e a concentrare gli sforzi militari contro gli Stati di Han e Wei. Il territorio di Qin si estese ulteriormente, sulla riva orientale del Fiume Giallo ed oltre, e l'esistenza stessa dei due stati di Han e Wei venne ridotta a quella di stati-cuscinetto fra Qin ad ovest, Zhao a nord, Qi ad est e Chu a sud.
Nel 265 a.C. i Qin lanciarono una massiccia invasione dello Stato di Han. Le conquiste Qin scatenarono una guerra con lo Stato di Zhao per il controllo dell'area di Shangdang (上党), guerra che culminò con la battaglia di Changping (長平) del 260 a.C. La battaglia si risolse in un vero massacro, quando il generale Qin Bai Qi (白起) ordinò l'esecuzione di tutti i prigionieri Zhao: lo Stato di Zhao perse in totale quasi 450 000 uomini. I Qin iniziarono poi il lungo assedio di Handan (邯郸), che durò tre anni, durante i quali ripresero le aggressioni di Wei e Chu contro lo Stato di Qin.
Durante il regno di Zhaoxiang di Qin, a metà del III secolo a.C., lo Stato di Qin fu impegnato nella costruzione del canale di Zhengguo, completato nel 246 a.C., che rese lo Stato più ricco e fertile.

#### La conquista di Chu e l'unificazione della Cina

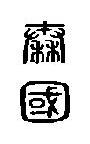
Stato di Qin
(scrittura da sigillo, 220 a.C.)

Fino al 256 a.C. i Zhou erano ancora, in teoria, i re della Cina. Con la morte dell'ultimo re Zhou, Nan, la dinastia Zhou perse ogni potere e i suoi figli non rivendicarono il titolo di re. A quel tempo, le centinaia di feudi della dinastia Zhou si erano ridotti a sette regni, fra i quali i più potenti erano quelli di Qin e di Chu.
Il 247 a.C. segna la fine del Periodo dei regni combattenti. In quell'anno, il tredicenne Zheng fu incoronato re di Qin. Diciassette anni più tardi, il re Zheng si lanciò alla conquista dello Stato di Han, e successivamente degli stato di Zhao (228 a.C.) e di Wei (225 a.C.).
Nel 225 a.C. solo tre stati sovrani rimanevano indipendenti: Chu, Yan e Qi. Ying Zheng di Qin decise di sconfiggere per primo lo Stato più forte, quello di Chu. Nonostante la vastità del territorio e la quantità di risorse e di manodopera, il difetto principale dello Stato di Chu era il suo governo corrotto che aveva vanificato quasi del tutto le riforme legaliste introdotte da Wu Qi un secolo e mezzo prima.
La prima invasione fu un insuccesso, perché l'esercito Chu respinse le truppe Qin comandate dall'inesperto generale Li Xing, sul terreno a lui poco familiare di Huaiyang, nelle odierne province di Jiangsu e Anhui. Nel 224 a.C., a comandare una seconda invasione alla testa di un esercito Qin di 600 000 uomini fu richiamato il famoso conquistatore dello Stato di Zhao, Wang Jian. Lo Stato di Chu non riuscì a fermare gli invasori, e dopo aver tentato una vana resistenza fu definitivamente conquistato nel 223 a.C.
Pochi mesi furono sufficienti perché i Qin conquistassero gli ultimi due stati, Yan e Qi. Nel 221 a.C. l'unificazione della Cina era completata e il re Zheng non solo si proclamò sovrano della Cina, ma volle per sé un titolo senza precedenti, quello di Imperatore, ispirandosi alla leggenda dell'Imperatore Giallo e ad altre figure mitiche. Cambiò quindi il suo nome in Shi Huangdi, Primo Imperatore.

### Date principali
- circa 557 a.C. Lo Stato di Jin sconfigge i Qin.
- 361 a.C. Il duca Xiao sale al trono. Shang Yang arriva dallo Stato di Wei.
- 356-350 a.C. Shang Yang introduce una serie di riforme nell'organizzazione dello Stato.
- 338 a.C. Muore il duca Xiao, il re Huiwen sale al trono. Shang Yang viene ucciso.
- 316 a.C. I Qin conquistano gli Stati di Shu e di Ba.
- 293 a.C. I Qin sconfiggono la coalizione fra gli Stati di Wei e Han nella battaglia di Yique.
- 260 a.C. I Qin sconfiggono l'esercito dello Stato di Zhao nella battaglia di Changping.
- 247 a.C. Zheng, più tardi Qin Shihuangdi, sale al trono.
- 230 a.C. I Qin conquistano lo Stato di Han.
- 228 a.C. I Qin conquistano lo Stato di Zhao, facendo prigioniero il re Qian di Zhao.
- 225 a.C. I Qin conquistano lo Stato di Wei.
- 223 a.C. I Qin conquistano lo Stato di Chu
- 222 a.C. I Qin conquistano lo Stato di Yane e fanno prigioniero il re Jia di Dai (fratellastro del re Qian di Zhao) che si era messo a capo delle ultime forze Zhao.
- 221 a.C. I Qin conquistano lo Stato di Qi, completando l'unificazione della Cina e dando inizio alla dinastia Qin. Il re di Qin diviene il primo imperatore, col nome di Qin Shihuangdi.

## Sovrani
Le date sono fornite dai capitoli 14 e 15 delle Memorie di uno storico di Sima Qian. 
1. Qin Zhong (秦仲), regno 845 a.C.-822 a.C.
2. duca Zhuang (莊公), regno 822 a.C.-778 a.C.: Ying Ye (也), figlio di Qin Zhong
3. duca Xiang (襄公), regno 778 a.C.-766 a.C.: figlio del duca Zhuang
4. duca Wen (文公), regno 766 a.C.-716 a.C.
5. duca Ning (寧公), regno 716 a.C.-704 a.C.
6. principe Chu (出子), regno 704 a.C.-698 a.C., usurpatore, non ebbe un nome postumo come duca
7. duca Wu (武公), regno 698 a.C.-678 a.C.
8. duca De (德公), regno 678 a.C.-676 a.C.
9. duca Xuan (宣公), regno 676 a.C.-664 a.C.
10. duca Cheng (成公), regno 664 a.C.-660 a.C.
11. duca Mu (穆公), Ying Renhao (任好), regno 660 a.C.-621 a.C.
12. duca Kang (康公): Ying Ying (罃), regno 621 a.C.-609 a.C.
13. duca Gong (共公): Ying Dao (稻), regno 609 a.C.-604 a.C.
14. duca Huan (桓公): Ying Rong (榮), regno 604 a.C.-577 a.C.
15. duca Jing (景公): Ying Hou (後), regno 577 a.C.-537 a.C.
16. duca Ai (哀公), regno 537 a.C.-501 a.C.
17. duca Hui (惠公), regno 501 a.C.-491 a.C.
18. duca Dao (悼公), regno 491 a.C.-477 a.C.
19. duca Li (厲公): Ying Ci (刺), regno 477 a.C.-443 a.C.
20. duca Zao (躁公), regno 443 a.C.-429 a.C.
21. duca Huai (懷公), regno 429 a.C.-425 a.C.
22. duca Ling (靈公): Ying Su (肅), regno 425 a.C.-415 a.C.
23. duca Jian (簡公): Ying Daozi (悼子), regno 415 a.C.-400 a.C.
24. duca Hui II (惠公), regno 400 a.C.-387 a.C.
25. duca Chu (出公), regno 387 a.C.-385 a.C.
26. duca Xian (獻公): Ying Shiti (師隰), regno 385 a.C.-362 a.C.
27. duca Xiao (孝公), regno 362 a.C.-338 a.C.
28. re Huiwen (惠文王), regno 338 a.C. - 311 a.C., noto anche come re Hui (惠王): Ying Si (嬴駟), rivendica il titolo di re nel 325 a.C.
29. re Wu (武王), regno 311 a.C. - 307 a.C.: Ying Dang (蕩)
30. re Zhaoxiang (昭襄王), regno 307 a.C. - 251 a.C., noto anche come re Zhao: Ying Ze (则) o Ying Ji (稷)
31. re Xiaowen (孝文王), regno 251 a.C. - 250 a.C.: Ying Zhu (柱)
32. re Zhuangxiang (荘襄王), regno 250 a.C. - 247 a.C.: Ying Zichu (子楚)
33. Qin Shihuangdi (秦始皇), regno 247 a.C.-210 a.C. (come re di Qin (秦王) fino al 221 a.C., come Primo Imperatore (始皇帝) dal 221 a.C. in poi): Ying Zheng (政)
34. Qin Er Shi, regno 210 a.C. - 207 a.C.: Ying Huhai (胡亥)
35. Ziying (子嬰), regno da metà ottobre agli inizi di dicembre del 207 a.C.